# Варнава (река)
Варна́ва — река в Нижегородской области России, правый приток Мокши (бассейн Волги).
Длина реки составляет 54 км, площадь водосборного бассейна — 550 км².
Начинается на высоте примерно 180 м над уровнем моря около деревни Дальнепесочная. Течёт на юг через городской округ Выкса и Вознесенский район. Устье реки находится в 170 км по правому берегу реки Мокша, на высоте 96 м над уровнем моря около деревни Китаевка.

## Данные водного реестра
По данным государственного водного реестра России относится к Окскому бассейновому округу, водохозяйственный участок реки — Мокша от водомерного поста города Темников и до устья, без реки Цна, речной подбассейн реки — Мокша. Речной бассейн реки — Ока.
Код объекта в государственном водном реестре — 09010200412110000028104.

### Притоки (км от устья)
- 30 км: река Луктос[3].